# Libuše Valentová
Libuše Valentová (n. 8 august 1945, Knínice⁠(d), Cehoslovacia) este o filologă românistă, teoreticiană literară, traducătoare și profesoară universitară cehă. A predat limba, literatura și civilizația română la Facultatea de Litere a Universității Caroline din Praga, a condus secția de limbă română din cadrul Facultății de Litere și a fost secretar al Asociației de prietenie Cehia–România, dedicându-și cea mai mare parte a vieții studiului limbii și literaturii române și promovării culturii române în Republica Cehă.
A desfășurat o activitate științifică în domeniul istoriei și criticii literare și a publicat traduceri (atât literare, cât și din alte domenii), precum și articole despre evoluțiile actuale din literatura română, contribuind în mod activ la promovarea literaturii române în Cehia.

## Biografie

### Familia
S-a născut pe 8 august 1945 în satul Knínice din okresul Blansko (regiunea Moravia de Sud), situat în regiunea etnografică Malá Haná, și a primit la naștere numele Libuše Glotzmannová. Părinții ei nu erau originari de acolo și proveneau din alte părți: tatăl ei, Emil Glotzmann, era un etnic german originar din zona orașului Moravská Třebová, care urmase cursurile unei școli cehe și absolvise studiile secundare la Liceul din Jevíčko, iar mama ei, Helena Kubínová, era o sileziană din Opava, unde absolvise cursurile unui institut pedagogic. Ei se cunoscuseră și se căsătoriseră la începutul anilor 1930 în orașul Bolatice din nordul Moraviei, unde lucrau ca profesori, iar acolo s-a născut primul lor fiu, Lumír. Evenimentele politice survenite după încheierea Acordului de la München și ocuparea regiunii Sudeților de Germania Nazistă i-au determinat să migreze către interiorul Cehiei, la sfatul autorităților școlare, și să caute adăpost la părinții tatălui. Tânăra familie s-a deplasat apoi în satul Knínice, unde fusese deschisă recent o școală modernă, iar Emil Glotzmann a obținut acolo un post de profesor de matematică și un apartament închiriat, mai întâi în casa parohială și apoi la școala veche din marginea de sus a satului. Mama ei nu a lucrat în acea perioadă și s-a ocupat cu creșterea celui de-al doilea fiu, Emil.
Libuše, care s-a născut după eliberarea Cehoslovaciei în urma încheierii celui de-al Doilea Război Mondial, a fost cel de-al treilea copil al familiei Glotzmann și a primit numele reginei legendare a cehilor din secolul al VIII-lea, strămoașa dinastiei Přemyslid și fondatoarea orașului Praga. Tatăl ei a fost naturalizat cetățean cehoslovac, cu toate că era etnic german, deoarece solicitase deja această cetățenie înainte de război și nu cooperase cu autoritățile celui de-al Treilea Reich în timpul protectoratului; în acest timp, rudele sale din nordul Moraviei au fost expulzate în Germania, împreună cu cea mai mare parte a comunității germane. Emil Glotzmann a continuat să lucreze ca profesor de matematică la Knínice și a devenit mai târziu directorul școlii, contribuind în mod semnificativ la reconstrucția postbelică și extinderea școlii și construind o casă de familie pe un teren din vecinătate. Mama Libušei s-a întors după război la profesia sa: a predat limba cehă și istoria, a condus un club de lectură la școală și s-a implicat ca voluntară în organizația locală a Crucii Roșii. Ea își amintea, chiar și la mulți ani după încheierea războiului, întâmplările care au avut loc în cursul eliberării Cehoslovaciei și îi povestea Libušei că un regiment românesc a ajuns călare în regiunea Moravia de Sud și a eliberat orașul Boskovice și alte localități din acea zonă.
Copilăria Libušei a fost frumoasă ca urmare a traiului „într-o familie armonioasă și într-un mediu rural sănătos”: fata mergea vara prin pădurea din apropiere și se plimba iarna cu sania pe dealurile din apropiere sau patina pe iazul Mlynářka. A vorbit acasă o limbă cehă corectă, aproape literară, și nu a învățat niciodată dialectul local, ceea ce a făcut-o să se simtă multă vreme ca o străină în mediul natal.

### Studii și specializări
După ce a terminat școala de opt clase în localitatea natală, Libuše a urmat studii secundare la Liceul din Boskovice, pe care le-a absolvit în 1963. A fost admisă ca studentă la Facultatea de Filosofie⁠(d) a Universității Caroline din Praga și dorea să studieze limbile franceză și spaniolă, dar, din cauza faptului că în 1963 nu s-a organizat o grupă pentru dubla specializare franceză–spaniolă, i s-a propus să combine limba franceză cu limba cehă, limba portugheză, limba arabă sau limba română și a ales să urmeze specializarea franceză–română, ca urmare a faptului că limba română era tot o limbă romanică și România făcea parte din Blocul răsăritean, unde putea să călătorească. Studiul limbilor și literaturilor romanice avea o tradiție îndelungată la Praga, accentul fiind pus mai ales pe limba franceză și apoi pe limbile italiană și spaniolă. Limba română a început să fie studiată la Universitatea Carolină, inițial facultativ, începând din 1882, datorită profesorului Jan Urban Jarník, iar în anul universitar 1950–1951 a fost înființată, prin contribuția profesoarei Marie Kavková, secția română în cadrul Catedrei de romanistică (transformată în 1991–1992 în Institutul de Limbi Romanice). Studiile de filologie română erau organizate din doi în doi ani, în combinație cu o altă limbă romanică, și erau predate pe parcursul unui ciclu superior complet de cinci ani, încheiat cu examene de stat și o teză; secția de limba română avea, de obicei, un grup de 5–10 studenți. În cursul anului IV studenții își alegeau subiectul lucrării de diplomă, optând între limba română și cealaltă limbă.
Libuše Valentová a urmat studii de filologie franceză și română la Facultatea de Filosofie a Universității Caroline din Praga (1963–1968). În timpul studiilor universitare, ea a beneficiat de o bursă oferită în urma unui acord cultural încheiat între România și Cehoslovacia și a urmat în perioada iulie–august 1965 un curs de vară la Sinaia, care a fost organizat de Universitatea din București sub conducerea profesorului Boris Cazacu. Interesul tinerei studente cehe pentru limba română a crescut în cursul acelui curs de vară, iar Libuše Valentová a mărturisit ulterior că s-a simțit foarte bine atunci și a participat la excursii organizate la Sibiu, la București și pe litoralul românesc. „România în momentul acela se afla într-o ascensiune economică, lumea era ceva mai mulțumită, se găseau mai multe lucruri pe piață. Dacă afla cineva acolo, la Sinaia sau la București, că suntem niște străini preocupați de studiul limbii române, ne bucuram de maximă ospitalitate. [...] Atunci, la Sinaia, cred că pot spune, s-a produs acel coup de foudre, care a însemnat că m-am îndrăgostit pur și simplu de limba română. După aceea, româna n-a mai fost pentru mine o limba artificială din manual, ci o limbă vie, o limbă vorbită, în spatele căreia se află o cultură minunată, o literatură mare, interesantă. [...] M-am întors la Praga ca «românistă»”, a afirmat ea într-un interviu ulterior.
Doi ani mai târziu, Valentová a obținut o nouă bursă și a urmat în perioada 1967–1968 cursuri la Universitatea din București, unde i-a avut ca profesori pe Boris Cazacu, Paul Cornea, Dimitrie Păcurariu și cu profesorul Alexandru Niculescu. În timpul acestei burse a strâns material pentru lucrarea sa de diplomă despre poetul avangardist evreu Benjamin Fundoianu-Fondane și a întâlnit persoane care l-au cunoscut bine: cumnatul lui, Paul Daniel, pictorul M. H. Maxy (director în acea vreme al Muzeului Național de Artă al României), publiciștii F. Brunea-Fox și Sandu Eliad și scriitorul Sașa Pană. A absolvit studiile universitare în anul 1968, în perioada Primăverii de la Praga, cu lucrarea de diplomă Viața și opera lui B. Fundoianu-Fondane, pe care a susținut-o la Universitatea Carolină din Praga. Ulterior, ea și-a continuat specializarea la aceeași facultate cu studii complementare de filologie italiană (1968–1972) și apoi cu studii postuniversitare în domeniul istoriei literaturii române (1982).

### Activitatea profesională

#### Cooptarea în învățământ
După absolvirea facultății, Libuše Valentová a lucrat ca traducătoare la secția de documentare a Institutului de Istorie a Țărilor din Europa Răsăriteană de pe lângă Academia Cehoslovacă de Științe (1968–1969), care era condus în acea vreme de profesorul Josef Macůrek, și apoi ca stagiară la Institutul de Limbi și Literaturi Străine al Academiei Cehoslovace de Științe (1969–1972), unde urma să se înființeze o secție de literatură română, la propunerea profesoarei Marie Kavková și cu acordul directorului institutului. Intenția înființării acestei secții a fost abandonată în perioada de „normalizare” de după înăbușirea Primăverii de la Praga, iar toți angajații viitoarei secții au fost concediați. Valentová s-a căsătorit în perioada următoare și a lucrat un timp (1972–1974) ca metodolog și profesor de limba franceză la Casa de Cultură din sectorul 3 al orașului Praga. A publicat o serie de traduceri și recenzii ale operelor poeților, prozatorilor și eseiștilor români în revistele Literární noviny, Tvar și A2.
Implicarea profesoarei Marie Kavková în evenimentele din timpul Primăverii de la Praga au atras, de asemenea, unele represalii din partea autorităților cehoslovace. Profesoara a fost anunțată în cursul anilor 1970 că nu i se va prelungi contractul de muncă și că va fi scoasă la pensie și i s-a recomandat să pregătească un înlocuitor, care să-i preia sarcinile didactice. Ca urmare, ea a contactat câțiva foști studenți și a organizat în anul 1976 un concurs de selecție, în urma căruia a fost aleasă Libuše Valentová, care a urmat studii de doctorat în domeniul literaturii române în perioada 1976–1980 la Facultatea de Filosofie a Universității Caroline. Ca urmare a faptului că Valentová avea copii mici, i s-a admis prelungirea perioadei de pregătire, ceea ce i-a permis Mariei Kavková să mai lucreze încă un an, dar, în cele din urmă, profesoara a fost pensionată din considerente politice, fără voia ei, în anul 1979. Libuše Valentová a obținut titlul de candidat (doctor) în științe cu teza „George Călinescu – problémy realismu v jeho románové tvorbě” („George Călinescu – probleme de realism în opera sa romanescă”), pe care a alcătuit-o sub îndrumarea profesorului Oldřich Bělič, a publicat-o în anul 1983 într-un volum de 156 de pagini și a susținut-o la 28 noiembrie 1984.
Libuše Valentová a devenit asistent universitar la Facultatea de Filosofie a Universității Caroline în anul 1980 și a făcut parte din colectivul Institutului de Limbi Romanice (în perioada 1980–2011) și apoi al Departamentului de Studii Sud-Est Europene și Balcanice (din 2011). A predat următoarele discipline: Istoria literaturii române, Introducere în istoria și cultura României, Realitatea românească, Limba română, Introducere în teoria literaturii, continuându-și activitatea didactică inclusiv până în anul 2020. De asemenea, ea a elaborat și publicat studii de istorie a literaturii române de la origini până în perioada modernă, cu un accent deosebit pe istoria literaturii secolului al XX-lea, critică literară și eseistică. A îndeplinit, de asemenea, pentru un timp funcția de șefă a secției de limba română.

#### Revoluția de catifea
Lipsa de timp liber din cauza activității didactice și teama de posibilele sancțiuni au determinat-o să se țină departe de acțiunile politice din ultimii ani ai regimului comunist. Valentová, care avea atunci doi copii, nu s-a implicat în mișcările de protest împotriva regimului comunist și a avut contacte limitate cu membrii organizațiilor anticomuniste, știind că implicarea în această activitate atrăgea represalii din partea conducerii universității și a poliției, iar, în același timp, a refuzat un post de prodecan pentru domeniul „educativ” care-i fusese oferit în anul universitar 1986–1987 de noul decan al Facultății de Filosofie, pentru că acest post presupunea participarea la adoptarea unor măsuri represive împotriva studenților anticomuniști. Cu toate acestea, a acceptat o funcție de conducere în comitetul sindical al Facultății de Filosofie și s-a ocupat de „probleme sociale“, precum acordarea de împrumuturi către membrii de sindicat sau repartizarea biletelor de concedii la casele de odihnă ale sindicatului.
Profesorii de la Facultatea de Filosofie a Universității Caroline s-au solidarizat în 20 noiembrie 1989 cu studenții participanți la manifestația din 17 noiembrie, dispersată de intervenția Miliției, și au inițiat negocieri cu conducătorii studenților. În zilele Revoluției de catifea, Valentová a participat activ la ședințele comitetului sindical și, la solicitarea colegilor ei mai în vârstă, dat fiind faptul că era „mai tânără și mai apropiată de studenți”, a condus adunarea generală a membrilor de sindicat (circa 400 de persoane), care s-a desfășurat pe 23 noiembrie 1989 în amfiteatrul cel mare al Facultății de Filosofie, pe care studenții protestatari îl ocupaseră în 18 noiembrie 1989. Potrivit mărturiei proprii, publicate în numărul din ianuarie 2020 al revistei Magazin Istoric, „am moderat acea adunare de vreo trei ore, care după discuții destul de controversate a adoptat o rezoluție de opt puncte, începând cu declarația că susținem greva studenților și revendicările lor și terminând cu cererea unei noi Constituții, pe principii democratice. Procesul verbal de la memorabila adunare, bătut la mașină, îl păstrez cu sfințenie de 30 de ani.”.
Valentová a luat parte, de asemenea, la manifestația din Piața Venceslau din Praga din 22 noiembrie 1989, ascultându-l de la o distanță de circa o sută de metri pe Václav Havel care vorbea celor câtorva mii (apoi zeci de mii) de persoane de la un balconul Palatului Hvězda, unde își avea sediul ziarul Svobodné slovo („Cuvântul liber”).

#### Perioada postcomunistă
Secția de limba română de la Universitatea Carolină din Praga a trecut printr-un moment de criză după Revoluția de catifea, atunci când tinerii cehi au devenit mai interesați de limbile occidentale precum engleza, franceza, germana și spaniola, ca urmare a faptului că doreau să se îndepărteze politic de Europa de Est și să se orienteze exclusiv spre Occident și pretindeau că Cehia a fost dintotdeauna o parte componentă a Europei de Vest. În acest context politico-cultural, unii studenți de la Institutul de Limbi Romanice au abandonat studierea limbii române.
Cu toate acestea, interesul tinerilor pentru limba română a revenit în anii următori, iar la un concurs de admitere din prima jumătate a anilor 1990 s-au înscris 35 de candidați pentru 10 locuri, spre deosebire de perioada anterioară când erau 15 candidați pentru 5–10 locuri. Integrarea Cehiei în Uniunea Europeană a stat la baza dezvoltării economice a țării și a determinat extinderea relațiilor politice și de afaceri către țările din Europa de Est, înviorând astfel, după o perioadă de 10–15 ani, interesul pentru studierea limbilor unor popoare răsăritene precum româna, ucraineana, sârba, croata, greaca și albaneza, a căror cunoaștere a devenit tot mai solicitată pe piața muncii.
Motivația studenților de la secția de limba română era diferită, susținea profesoara Valentová: unii studenți erau pasionați de limba și literatura română, alții erau mai interesați de politologie și de relațiile est-europene, alții călătoriseră prin România și le plăcuse acolo. În cursul timpului, profesoara Valentová a adunat cu conștiinciozitate mii de cărți, publicații, albume, documentații audio și video, alcătuind o colecție vastă și transformând, potrivit scriitorului Virgil Mihaiu, secția de limba română de la Universitatea Carolină din Praga într-„o reconfortantă oază a literelor române”.

### Alte colaborări
În paralel, Libuše Valentová a făcut parte din grupul de româniști cehi și slovaci care a avut inițiativa reînființării asociației de prietenie cehoslovaco-română în cursul anului 1990. Asociația Ceho-Slovacia-România (în cehă Česko-Slovensko-rumunská společnost) a fost înființată la 20 februarie 1991 și reunea inițial aproximativ 40 de membri, pentru ca în noiembrie 1991 să ajungă să aibă un număr de aproximativ 80 de membri din Cehia și Slovacia. Scopul principal al asociației era dezvoltarea relațiilor de prietenie dintre Ceho-Slovacia și România prin intensificarea contactelor reciproce în diverse domenii, popularizarea istoriei României și a culturii române, organizarea unor comunicări și discuții pe teme economice, etnografice și literare, sprijinirea organizării unor evenimente comune în domeniul științific și cultural-artistic, precum și organizarea unor cursuri de limba română pentru începători și avansați. Activitatea Asociației era coordonată de un comitet de zece membri, condus de conf. dr. Jirí Felix (președinte) și prof. dr. Libuše Valentová (secretar); președinte de onoare al Asociației a fost aleasă prof. dr. Marie Kavková, care a condus timp de aproape 30 de ani secția de limba română de la Facultatea de Filosofie a Universității Caroline. Asociația Ceho-Slovacia-România, care funcționa ca organizație non-guvernamentală, dar primea anual o subvenție din partea Ministerului de Externe, s-a transformat ulterior în Asociația Cehia–România, cu sediul la Praga. Ea se întrunea o dată pe lună (cu excepția perioadei vacanțelor) și organiza mese rotunde, discuții pe diferite subiecte și întâlniri cu membrii ei și cu oaspeții români, proiecta filme artistice sau documentare despre România și publica de două ori pe an un buletin informativ și ocazional diverse broșuri despre cultura românească. În cadrul acestei asociații, Libuše Valentová a desfășurat o activitate vastă în favoarea propagării limbii și culturii române.
Profesoara Valentová a participat, de asemenea, la crearea proiectului Tempus „Limbi romanice în Europa unită” (1992–1995), a fost manager al proiectului internațional CEEPUS „Język rumuński jako język obcy” („Româna ca limbă străină”) pentru ÚRS (din 1998), a colaborat cu instituții științifice și culturale românești (Universitatea Babeș-Bolyai din Cluj-Napoca, Universitatea București, Universitatea Hyperion din București, Uniunea Scriitorilor din România, Fundația Culturală Română, Fundația Academia Civică – Memorialul Sighet) și cu instituțiile de cercetări științifice în domeniul românisticii din Cracovia, Bratislava, Padova, Udine și Paris. A ținut ocazional prelegeri și comunicări despre literatura română la universitățile din Padova, Udine și Cluj (1991–1999) și a publicat articole în presa românească (săptămânalul România literară, săptămânalul 22, revista lunară Orizont și altele). Ea a fost, începând din 2002, corespondentă permanentă pentru Cehia a revistei România literară. A întreținut relații cu personalități culturale ca esteticianul Sorin Alexandrescu, poetul și traducătorul Mircea Dan Duță (fost director al ICR Praga), scriitorul Vitalie Ciobanu (redactor-șef al revistei Contrafort din Chișinău), scriitorul și diplomatul Virgil Mihaiu, antropologul portughez Daniel Silva Perdigão, lingvista Eugenia Bojoga, redactorii Europei Libere Mircea Țicudean și Lucian Ștefănescu ș.a.
În decursul timpului, Libuše Valentová a vizitat de mai multe ori România atât în perioada comunistă, cât și mai ales după răsturnarea regimului comunist. A călătorit de două ori în timpul studiilor universitare (în vara anului 1965 și în anul universitar 1967–1968) și apoi mai des prin intermediul schimburilor universitare sau invitată de Uniunea Scriitorilor din România. Călătoriile pe care le-a efectuat în România în ultimii ani ai așa-numitei „epoci de aur”, ca invitată a Uniunii Scriitorilor, după apariția dicționarului coordonat de Marie Kavková, i-au provocat amintiri neplăcute din cauza supravegherii stricte la care a fost supusă și a lipsurilor pe care le-a constatat în casele cunoștințelor, unde a fost invitată. Partenerii români i-au pus la dispoziție o însoțitoare pe post de translatoare (deși a susținut că nu are nevoie de așa ceva) și nu au lăsat-o să observe schimbările urbanistice care aveau loc în acei ani în capitala țării. Valentová a călătorit regulat în România de la începutul anilor 1990, venind cel puțin o dată pe an cu treburi profesionale la București. Jurnalista culturală Rodica Palade care a cunoscut-o în anii 1990, la sugestia lui Virgil Ierunca, o descria astfel: „[...] am fost frapată de cât de bine vorbea românește. Și mai frapată am fost când am întâlnit-o: privirea dreaptă cu o undă fină de umor, cuvintele răspicate, fără urmă de ascunziș, și seriozitatea cu care vorbea nu doar de literatura română — din toate timpurile —, dar și de continuele frământări (pe atunci) din țara noastră mi-au apropiat-o dintr-odată.”.

### Viața personală
Libuše Valentová este căsătorită și are doi copii. Locuiește într-o casă aflată pe o colină care permite observarea unei panorame a orașului Praga.

## Activitatea publicistică

### Studii filologice
Libuše Valentová s-a remarcat ca o cunoscătoare excelentă a literaturii și culturii române și a publicat numeroase studii filologice despre folclorul literar românesc (precum studiul „Modele folclorice în literatura română”, scris în limba italiană și apărut în Litteraria Pragensis, vol. V, 1995) și despre viața și opera lui George Călinescu, Panait Istrati, Mihai Eminescu, Benjamin Fundoianu, Mircea Eliade ș.a. în reviste de specialitate din Cehia, România, Franța și Italia, precum și recenzii și articole informative în presa literară cehoslovacă. Este autoarea, de asemenea, a mai multor articole despre scriitorii români din enciclopediile cehoslovace și cehe și a capitolelor despre istoria literaturii române din manualele de literatură universală.
Ea a făcut parte, alături de cercetătorii Jitka Lukešová și Jiří Našinec, din colectivul coordonat de profesoara Marie Kavková, care a elaborat pe parcursul a doi ani lucrarea colectivă amplă Slovník spisovatelů – Rumunsko („Dicționar de scriitori din România”), publicată în anul 1984 de Editura Odeon din Praga. Cei patru autori ai dicționarului și-au împărțit activitatea astfel: Marie Kavková a scris articolele despre literatura veche și literatura clasică, precum și un studiu introductiv (care a devenit în timp o lucrare de referință), Libuše Valentová a alcătuit capitolele despre literatura interbelică, critica și istoria literară, iar Jitka Lukešová și Jiří Našinec au lucrat la partea de literatură contemporană. În urma indicațiilor Uniunii Scriitorilor din România (cu care colectivul cehoslovac se afla mereu în contact) și a intervențiilor diplomatice ale Ambasadei României de la Praga, autorii lucrării au fost nevoiți să elimine mai mulți scriitori români care trăiau exilați în străinătate precum Sorin Alexandrescu, Ion Caraion, Paul Goma, Virgil Ierunca, Monica Lovinescu, Petru Popescu, Dumitru Țepeneag și Mihai Ursachi. Dicționarul, care face parte dintr-o colecție întreagă dedicată literaturilor străine, conține articole despre aproape 400 de scriitori și filologi români și este însoțit de un studiu introductiv scris de Marie Kavková, având la bază o bibliografie amplă. Tirajul dicționarului a fost destul de redus, iar cele 2.000 de exemplare s-au epuizat rapid. Puținele recenzii publicate în România au fost toate favorabile și au lăudat apariția acestei lucrări în străinătate, precum și efortul autorilor de a face cunoscută literatura românească unui public străin.
Valentová a publicat în anul 1992 lucrarea Překlady z rumunské literatury do češtiny (1900–1991). Traduceri din literatura română în limba cehă (1900–1991), în care a evidențiat activitatea depusă timp de mai multe decenii de traducători ca Jindra Hušková (1898–1980), Otakar Jirouš (1903–1967), Marie Kavková (1904–1975), J. Š. Kvapil (1904–1975), Zdeněk Hrůša (1912–1998), Eva Strebingerová (1931–1985), Jitka Lukešová (n. 1946), Jiří Našinec (n. 1950) și, nu în ultimul rând, de ea personal, pentru promovarea literaturii române clasice și contemporane în Cehia. O altă lucrare a Libušei Valentová a fost un mic dicționar de pictori și sculptori români, intitulat Stručný přehled osobností z dějin rumunského výtvarného umění („Scurtă prezentare a unor personalități din istoria artei românești”), care a apărut în anul 1997 la Praga.

### Dicționarul scriitorilor români
După aproape două decenii de la colaborarea sa la dicționarul întocmit sub îndrumarea profesoarei Kavková, Libuše Valentová a coordonat la rândul său colectivul de autori (format din Jiří Našinec, Vitalie Ciobanu și Vasile Gârneț), care a elaborat pe parcursul a aproape doi ani o versiune actualizată a lucrării, intitulată Slovník rumunských spisovatelů („Dicționar de scriitori români”) și publicată în anul 2001 de editura Libri din Praga. Această ediție a dicționarului a corectat omisiunile existente în ediția mai veche prin introducerea scriitorilor exilați, care fuseseră eliminați la cererea autorităților române din perioada comunistă, și a completat lista de nume prin includerea celor mai reprezentativi scriitori contemporani din România și a scriitorilor români din Basarabia.
Ideea realizării acestei ediții i-a aparținut Libušei Valentová și a început să se cristalizeze după întâlnirea prin 1998 la un târg de carte din Cluj cu scriitorul, eseistul și criticul literar basarabean Vitalie Ciobanu, care edita, împreună cu poetul și eseistul Vasile Gârneț, revista Contrafort de la Chișinău. Vitalie Ciobanu, care era un cunoscător al istoriei literaturii din Republica Moldova, a alcătuit în urma discuțiilor o listă de 39 de scriitori, astfel încât să aibă o proporție rezonabilă în comparație cu literatura română din celelalte regiuni istorice. Cei patru autori ai dicționarului și-au împărțit activitatea astfel: Valentová a coordonat activitatea întregului colectiv și a scris un studiu cu privire la istoria literaturii române, Ciobanu și Gârneț au scris articolele scriitorilor moldoveni și un mic studiu informativ despre literatura română din Republica Moldova, iar Našinec (care a intrat mai târziu în micul colectiv) a scris articolele scriitorilor români contemporani și a tradus în limba cehă articolele despre literatura din Basarabia.
Documentarea cu privire la literatura contemporană (atât din România, cât și din Basarabia) a decurs destul de dificil atât din cauza reducerii numărului de reviste românești care erau primite în Cehia, cât și al inexactității datelor biografice ale scriitorilor și al referințelor bibliografice. Valentová a mărturisit că în cursul celor aproape doi ani a lucrat aproape zilnic de la 9 dimineața până pe la 7 seara sau uneori chiar până pe la miezul nopții și nu a plecat nicăieri în concediu, ceea ce l-a făcut pe soțul ei să-i reproșeze că trebuie să se ocupe singur de îngrijirea casei și grădinei. Dicționarul a fost finalizat în cursul anului 2001 și a fost lansat în decembrie 2001 la Centrul Cultural Ceh din București, în prezența profesoarei Valentová și a unor personalități ale culturii românești ca Ana Blandiana, Lucian Boia, Gabriel Dimisianu, Eugen Uricaru și Romulus Rusan. Tirajul inițial al dicționarului a fost epuizat în scurtă vreme, iar în cursul anului următor editura Libri a tipărit alte 350 de exemplare.

### Alte proiecte
Într-un interviu acordat revistei 22 în anul 2002, Libuše Valentová își exprima intenția de a scria o monografie despre proza românească interbelică, ce urma să fie intitulată Câteva ipostaze ale prozei românești dintre cele două războaie mondiale, dorind să demonstreze că proza românească a recuperat în perioada interbelică decalajul ce o separa în secolul al XIX-lea de proza marilor culturi occidentale și, datorită contextului istorico-politic, a ajuns chiar să testeze formule literare noi. Monografia sus-menționată urma să prezinte principalele tipuri de formule narative din proza românească interbelică cu unul sau doi autori reprezentativi: proza realist-critică (Liviu Rebreanu), proza psihologică (Camil Petrescu și Hortensia Papadat-Bengescu), proza orală de origine orientală (Panait Istrati), proza fantastică (Mircea Eliade, cu nuvelele „Domnișoara Christina” și „Șarpele”), proza eseistică (Eugen Ionescu, cu volumul Nu), proza aforistică (Emil Cioran, cu cartea Pe culmile disperării) ș.a. și să arate paleta vastă de teme, stiluri, procedee și mijloace de expresie ale prozei românești interbelice, care a inspirat, după cel de-al Doilea Război Mondial, proza generației anilor 1960.

### Traduceri
Valentová a desfășurat, în paralel, o activitate vastă de traducere a literaturii române în limba cehă și a tradus operele unor scriitori precum Liviu Antonesei, Ana Blandiana, Emil Brumaru, George Călinescu, Gabriel Chifu, Andrei Cornea, Mircea Dinescu, Dinu Flămând, Adela Greceanu, Claudiu Komartin, Gabriel Liiceanu, Ciprian Măceșaru, Mircea Mihăieș, Horia-Roman Patapievici, Nicolae Prelipceanu, Ioan Es. Pop, Marin Sorescu, Robert Șerban, Vladimir Tismăneanu, Elena Vlădăreanu și Varujan Vosganian, pe care le-a publicat în volume sau în reviste literare din Cehia.

## Premii și alte distincții
- Premiul Uniunii Scriitorilor din România (1991) pentru promovarea literaturii române în străinătate[6]
- Medalia de merit (2000), acordată cu prilejul celei de-a 10-a aniversări a Universității Hyperion din București[6]
- Ordinul „Serviciul Credincios” în grad de Mare Ofițer (2002), acordat de președintele României „pentru serviciile deosebite aduse promovării limbii și culturii literare române în Republica Cehă, prin studierea acestora la catedra de specialitate a Universității Caroline din Praga, prin elaborarea de lucrări științifice de înaltă ținută, prin traducerea în limba cehă a numeroase opere literare din limba română, precum și pentru meritoria activitate desfășurată în cadrul Asociației de prietenie Cehia–România”[4][30]

## Opera

### Cărți
- 1984 – Slovník spisovatelů – Rumunsko („Dicționar de scriitori din România”), Odeon, Praga, 398 p. – membră a unui colectiv de autori coordonat de Marie Kavková
- 1992 – Překlady z rumunské literatury do češtiny (1900–1991). Traduceri din literatura română în limba cehă (1900–1991), Nakladatelství Petr Kliment, Praga, 65 p.
- 1997 – Stručný přehled osobností z dějin rumunského výtvarného umění („Scurtă prezentare a unor personalități din istoria artei românești”), mic dicționar de pictori și sculptori români, FFUK, Praga, 21 p.
- 2000 – Mihai Eminescu v české kultuře („Mihai Eminescu în cultura cehă”), Česko-rumunská společnost, Praga, 40 p. – împreună cu Jiří Našinec
- 2001 – Slovník rumunských spisovatelů („Dicționar de scriitori români”), Libri, Praga, 260 p.; reeditat în 2002 – coordonatoare a unui colectiv de autori
- 2006 – Balada Miorița v českých překladech. Balada Miorița în limba cehă, Česko-rumunská společnost, Praga, 43 p. – împreună cu Jiří Našinec

### Studii și articole
- „Bibliografie překladů z rumunské krásné literatury do češtiny 1900–1975”, în Časopis pro moderní filologii, anul LVIII, 1976, pp. 6–20.
- „Problémes du classicisme et réalisme dans l'œuvre romanesque de George Calinescu” („Probleme de clasicism și realism în opera romanescă a lui George Călinescu”), în Philol. Pragensia, anul XXVII, nr. 3, 1984, pp. 178–181.
- „Mihai Viteazul la Praga”, în România literară, anul XXXVII, nr. 19, 19–21 mai 2004, p. 29.
- „Syntéza kultur v díle Mircei Eliada” („Sinteza culturilor în opera lui Mircea Eliade”), în Mircea Eliade v evropském kontextu : přednášky proslovené na Druhém mezinárodním kolokviu české rumunistiky v Praze 28.–29. listopadu 2006 („Mircea Eliade în context european : comunicările prezentate la Cel de al II-lea Colocviu Internațional de Studii Românești din Cehia : Praga, 28–29 noiembrie 2006”), Rumunské oddělení ÚRS FFUK și Česko-rumunská společnost, Praga, 2008, pp. 65–74
- „Ideea de identitate într-o alegorie politică: «Gulliver în Țara Minciunilor» de Ion Eremia / Identita v politické alegorii: «Gulliver v Zemi lží» Iona Eremii”, în Ipostaze ale identității românești : al III-lea colocviu internațional de studii românești din Cehia, Praga 30–31 octombrie 2008. Podoby rumunské identity : III. mezinárodní kolokvium české rumunistiky, Praha 30.–31. října 2008, Rumunské oddělení ÚRS FFUK și Česko-rumunská společnost, Praga, Praga, 2009, pp. 153–162

### Prefețe
- „Balada Miorița (Jehnička) a její místo v rumunské kultuře” („Balada Miorița și locul ei în cultura românească”), în Balada Miorița v českých překladech. Balada Miorița în limba cehă, Česko-rumunská společnost, Praga, 2006
- „Úvodem” („Cuvânt înainte”), în Mircea Eliade v evropském kontextu : přednášky proslovené na Druhém mezinárodním kolokviu české rumunistiky v Praze 28.–29. listopadu 2006 („Mircea Eliade în context european : comunicările prezentate la Cel de al II-lea Colocviu Internațional de Studii Românești din Cehia : Praga, 28–29 noiembrie 2006”), Rumunské oddělení ÚRS FFUK și Česko-rumunská společnost, Praga, 2008, pp. 5–8
- „Úvodem / Cuvânt înainte”, în Ipostaze ale identității românești : al III-lea colocviu internațional de studii românești din Cehia, Praga 30–31 octombrie 2008. Podoby rumunské identity : III. mezinárodní kolokvium české rumunistiky, Praha 30.–31. října 2008, Rumunské oddělení ÚRS FFUK și Česko-rumunská společnost, Praga, Praga, 2009, pp. 7–14
- „Cel mai iubit dintre poeții cehi”, în Jaroslav Seifert, Toate frumusețile lumii : întâmplări și amintiri, selecție și traducere din limba cehă de Jean Grosu, Ed. Art, București, col. „Nobel” (nr. 13), 2012, pp. 17–23
- „Privirea lui Virgil Ierunca”, în Mihaela Albu, Dan Anghelescu, Necunoscutul scriitor Virgil Ierunca, Ed. Aius, Craiova, col. „Cărțile exilului” (nr. 2), 2020, pp. 9–18

### Traduceri

#### din limba franceză
- 1993 – Catherine Chalier: O filosofii Emmanuela Lévinase, Ed. Ježek, Praga, 39 p. – împreună cu Miloš Rejchrt și cu Jan Sokol
- 1995 – Catherine Chalier: Tři komentáře k filosofii Hanse Jonase a Emmanuela Lévinase, Ed. Ježek, Praga, 46 p.
- 2000 – Tzvetan Todorov: Poetika prózy („Poetica prozei”), Triáda, Praga – împreună cu Jiří Pelán

#### din limba română (selecție)
- 1997 – Stručný přehled osobností z dějin rumunského výtvarného umění, text suplimentar pentru un curs de realitate românească, FFUK, Praga
- 2008 – antologia Tahle čtvrť je naše (Současní rumunští básníci) (15 autori de poezii: Hanna Bota, Ion Cristofor, Gabriel Chifu), AB-ART, Praga/Bratislava, 2008
- 2008 – Lia Bugnar: Až zaprší (Stă să plouă), premiera 16 aprilie 2008 la teatrul Rubín din Praga, regie: Jiří Trnka.
- 2013 – Ioan Es. Pop: 12 poezii și Nicolae Prelipceanu: 10 poezii, în Konec slavnosti (4 současní rumunští básníci), Nakladatelství Petr Štengl, Praga, pp. 5–24. și pp. 69–90. ISBN: 978-80-87563-14-4
- 2020 – Ana Blandiana: Řeka s jedním břehem (antologie). Festival spisovatelů Praha, Praga, 2020, 79 p. ISBN: 978-80-905707-1-9
- 2022 – Dinu Flămând: Život na zkoušku (Viață de probă). Nakladatelství Petr Štengl, Praga, 2020, 99 p. – în colaborare cu Mircea Dan Duță și Jarmila Horáková

### Conferințe științifice
- 2005 – První mezinárodní symposium české Rumunistiky : Praha, 23.–24. listopadu 2005 („Primul simpozion internațional de studii românești în Cehia : Praga, 23–24 noiembrie 2005”, editor 2: Eugenia Bojoga), Rumunské oddělení ÚRS FFUK și Česko-rumunská společnost, Praga, 191 p.
- 2008 – Mircea Eliade v evropském kontextu : přednášky proslovené na Druhém mezinárodním kolokviu české rumunistiky v Praze 28.–29. listopadu 2006 („Mircea Eliade în context european : comunicările prezentate la Cel de al II-lea Colocviu Internațional de Studii Românești din Cehia : Praga, 28–29 noiembrie 2006”), Rumunské oddělení ÚRS FFUK și Česko-rumunská společnost, Praga, 128 p.
- 2009 – Ipostaze ale identității românești : al III-lea colocviu internațional de studii românești din Cehia, Praga 30–31 octombrie 2008. Podoby rumunské identity : III. mezinárodní kolokvium české rumunistiky, Praha 30.–31. října 2008, Rumunské oddělení ÚRS FFUK și Česko-rumunská společnost, Praga, 220 p.

## Legături externe
- Seznam děl v Souborném katalogu ČR, jejichž autorem nebo tématem je Libuše Valentová
- Libuše Valentová na stránkách Katedry jihoslovanských a balkanistických studií